# Trzaskowo
Trzaskowo – wieś w Polsce położona w województwie wielkopolskim, w powiecie poznańskim, w gminie Czerwonak.
W latach 1975–1998 miejscowość administracyjnie należała do województwa poznańskiego.

## Historia
Miejscowość pod nazwą Trostkowo wymieniona jest w łacińskim dokumencie wydanym w Poznaniu w 1282 roku sygnowanym przez króla polskiego Przemysła II.